# Спарта (Висконсин)
Спарта (енгл. Sparta) град је у америчкој савезној држави Висконсин.

## Демографија
По попису из 2010. године број становника је 9.522, што је 874 (10,1%) становника више него 2000. године.
| Група             | 2000.         | 2010.         |
| Белци             | 8.295 (95,9%) | 8.534 (89,6%) |
| Афроамериканци    | 60 (0,7%)     | 144 (1,5%)    |
| Азијати           | 54 (0,6%)     | 44 (0,5%)     |
| Хиспаноамериканци | 157 (1,8%)    | 643 (6,8%)    |
| Укупно            | 8.648         | 9.522         |